# سلمى صباحي
سلمى صباحي (8 مارس 1981 -)، مغنية ومذيعة مصرية. ولدت في بور سعيد وهي ابنة حمدين صباحي.
بدأت تغني في المدرسة من سن 5 سنوات وانضمت لكورال أطفال الأوبرا في سن 8 سنوات، شاركت بالتمثيل والغناء في مسرحية نسمة سلام على مسرح البالون 1992.
حصلت مرتين على المركز الأول في مسابقة الإلقاء الشعري على مستوى مدارس الجمهورية عامي 1996 1997، شاركت بالغناء والإلقاء في بطولة المسرحية الشعرية «مسحراتي العرب» على المسرح القومي 1999.
وهي خريجة جامعة القاهرة كلية الآداب قسم إسباني وانضمت لكورال منتخب جامعة القاهرة وحصلت على لقب مطربة الجامعة عام 2002 وحصلت على جائزة التميز أكتر من مره لمشاركتها في مهرجانات محلية ودولية تابعة لجامعة القاهرة.
شاركت في برنامج سوبر ستار في موسمه الثاني.
وقدمت برنامج «ولاد البلد» الذي تم إيقافه في أواخر عام 2012.
بدأت كمذيعه في برنامج «شبابيك».
قدمت برنامجين إذاعيين، هما:
- 2008: «البيت على» راديو حريتنا.
- 2010: «كل الكلام» على دياب اف ام.

وهي أحد أعضاء الفرقة الغنائية «أيامنا الحلوة» حيث تشارك بالغناء في عروض الفرقة.